# Underground Waste System

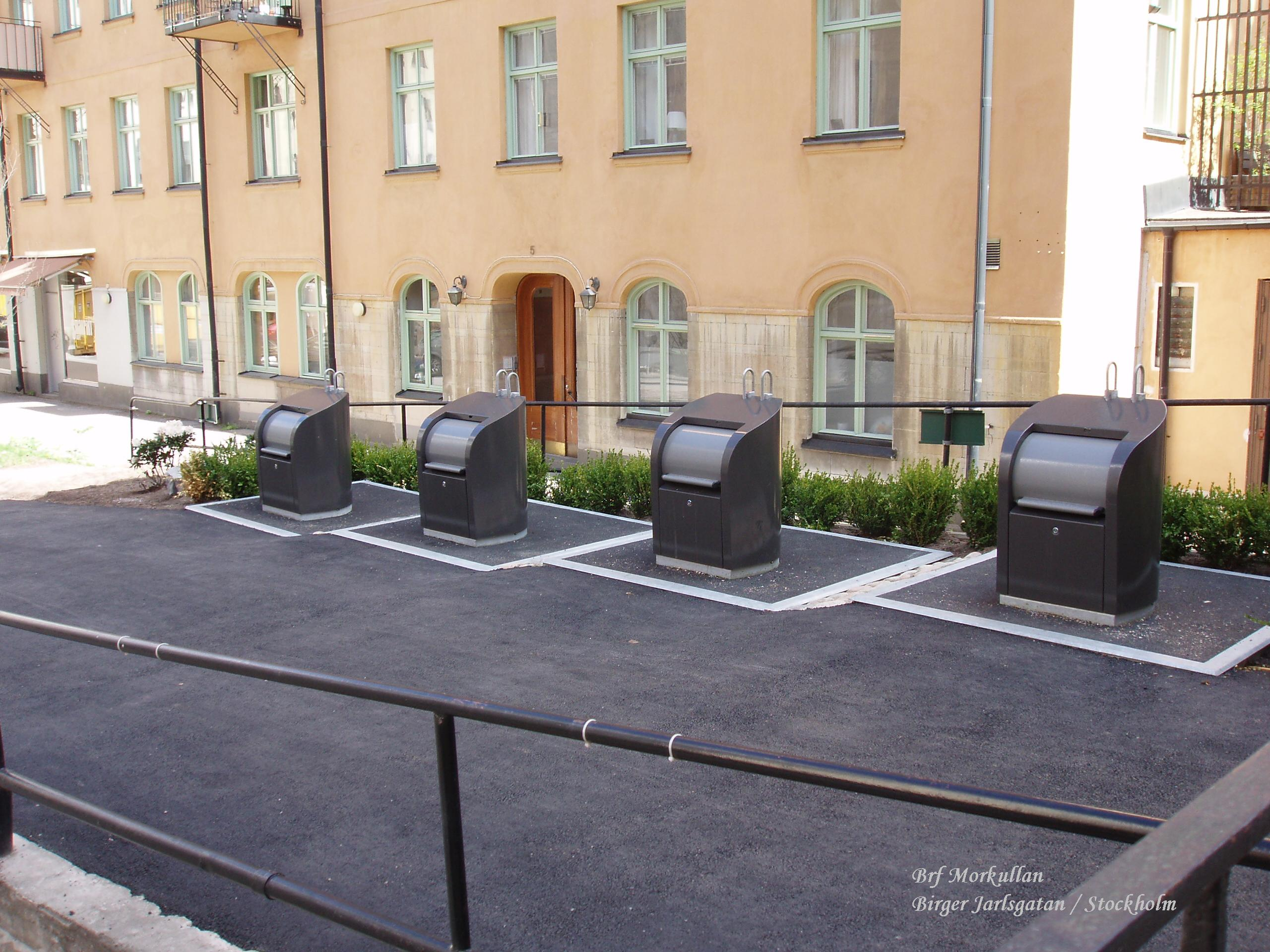
Ett UWS-system för en bostadsrättsförening i Stockholms innerstad.

Underground Waste System (UWS) är en benämning på ett system med underjordiska behållare för insamling av avfall (brännbart hushållsavfall, papper för återvinning, glas etc).
Normalt töms dessa anläggningar med kranbil.
Systemet är vanligt förekommande i Mellan- och Sydeuropa. I Sverige finns det system installerade i Halmstad, Lund, Västerås, Katrineholm och Stockholm.